# Джон Ле-Компт
Джон Чарльз Ле-Компт (англ. John Charles LeCompt; нар. 10 березня 1973, Літл-Рок, Арканзас, США)  — американський музикант.

## Біографія
Джон був учасником в групі «Mindrage», «Kill System», «Soul Embraced», «Evanescence», «Mourningside» і «Machina».
2002 року, разом з Рокі Греєм і Віллом Бойдом, став гітаристом рок-групи «Evanescence». В турах групи, Джон співав разом з Емі Лі пісню «Bring Me to Life». Брав участь у написанні двох пісень «Taking Over Me» («Fallen») і «All That I'm Living For» («The Open Door»). 4 травня 2007 Емі Лі, солістка «Evanescence», звільнила Джона з невідомої причини.

## Особисте життя
Зараз Джон живе в Арканзасі, США разом з дружиною Шеллі й двома дітьми, Бетані та Джоном Чарльзом Ле-Комптом II.

## Дискографія

### Evanescence
- Anywhere but Home (23 листопада 2004)
- The Open Door (25 вересня 2006)

### We Are the Fallen
- Tear the World Down (2010)